# LEN Euro Cup 2021-2022
La LEN Euro Cup 2021-2022 è stata la 30ª edizione del secondo torneo europeo di pallanuoto per squadre di club.
La competizione è iniziata il 30 settembre 2021 e si è conclusa il 26 marzo 2022.

## 1º Turno di qualificazione

### Gironi
| Gruppo A        |
| sede: Sebenico  |
| Solaris         |
| Telimar Palermo |
| Šturm           |
| Sant Andreu     |
| Carouge         |

| Gruppo B       |
| sede: Siracusa |
| Ortigia        |
| Strasburgo     |
| Peristeriou    |
| Ludwigsburg    |

| Gruppo C      |
| sede: Utrecht |
| Utrecht       |
| Vasas         |
| Šabac         |
| Tourcoing     |
| Duisburg      |

| Gruppo D       |
| sede: Novi Sad |
| Vojvodina      |
| Vasutas        |
| Sabadell       |
| Kostantinoupol |

### Gruppo A
|    | I Turno di qualificazione 2021-2022 | Pti | G | V | N | P | GF | GS | DR  |
| -- | ----------------------------------- | --- | - | - | - | - | -- | -- | --- |
| 1. | Telimar Palermo                     | 12  | 4 | 4 | 0 | 0 | 75 | 27 | +48 |
| 2. | Solaris                             | 9   | 4 | 3 | 0 | 1 | 57 | 24 | +33 |
| 3. | Sant Andreu                         | 6   | 4 | 2 | 0 | 2 | 50 | 39 | +11 |
| 4. | Shturm                              | 3   | 4 | 1 | 0 | 3 | 24 | 55 | -31 |
| 5. | Carouge                             | 0   | 4 | 0 | 0 | 4 | 20 | 81 | -61 |

| 30-09-21 | Sant Andreu | 13-14 | Telimar |
| 30-09-21 | Solaris     | 23-6  | Carouge |

| 2-10-21 | Telimar | 33-1 | Carouge |
| 2-10-21 | Shturm  | 2-12 | Solaris |

| 1º-10-21 | Carouge | 5-14 | Sant Andreu |
| 1º-10-21 | Shturm  | 4-18 | Telimar     |

| 3-10-21 | Sant Andreu | 17-7 | Shturm  |
| 3-10-21 | Solaris     | 9-10 | Telimar |

| 1º-10-21 | Carouge | 8-11 | Shturm      |
| 1º-10-21 | Solaris | 13-6 | Sant Andreu |

### Gruppo B
|    | I Turno di qualificazione 2021-2022 | Pti | G | V | N | P | GF | GS | DR  |
| -- | ----------------------------------- | --- | - | - | - | - | -- | -- | --- |
| 1. | Ortigia                             | 9   | 3 | 3 | 0 | 0 | 40 | 23 | +17 |
| 2. | Strasburgo                          | 6   | 3 | 2 | 0 | 1 | 31 | 28 | +3  |
| 3. | Peristeriou                         | 3   | 3 | 1 | 0 | 2 | 26 | 25 | +1  |
| 4. | Ludwigsburg                         | 0   | 3 | 0 | 0 | 3 | 22 | 43 | -21 |

| 1º-10-21 | Strasburgo | 16-8 | Ludwigsburg |
| 1º-10-21 | Ortigia    | 11-8 | Peristeriou |

| 2-10-21 | Ludwigsburg | 6-11 | Peristeriou |
| 2-10-21 | Ortigia     | 13-7 | Strasburgo  |

| 3-10-21 | Peristeriou | 7-8  | Strasburgo  |
| 3-10-21 | Ortigia     | 16-8 | Ludwigsburg |

### Gruppo C
|    | I Turno di qualificazione 2021-2022 | Pti | G | V | N | P | GF | GS | DR  |
| -- | ----------------------------------- | --- | - | - | - | - | -- | -- | --- |
| 1. | Vasas                               | 12  | 4 | 4 | 0 | 0 | 50 | 22 | +28 |
| 2. | Sabac                               | 5   | 4 | 1 | 2 | 1 | 32 | 34 | -2  |
| 4. | Tourcoing                           | 4   | 4 | 1 | 1 | 2 | 34 | 37 | -3  |
| 3. | Utrecht                             | 4   | 4 | 1 | 1 | 2 | 34 | 47 | -13 |
| 5. | Duisburg                            | 3   | 4 | 1 | 0 | 3 | 42 | 52 | -10 |

| 30-09-21 | Utrecht   | 8-8   | Sabac    |
| 30-09-21 | Tourcoing | 13-11 | Duisburg |

| 2-10-21 | Vasas | 16-3 | Duisburg  |
| 2-10-21 | Sabac | 6-6  | Tourcoing |

| 1º-10-21 | Utrecht  | 7-14  | Vasas |
| 1º-10-21 | Duisburg | 11-13 | Sabac |

| 3-10-21 | Vasas   | 11-7  | Tourcoing |
| 3-10-21 | Utrecht | 10-17 | Duisburg  |

| 2-10-21 | Utrecht | 9-8 | Tourcoing |
| 2-10-21 | Vasas   | 9-5 | Sabac     |

### Gruppo D
|    | I Turno di qualificazione 2021-2022 | Pti | G | V | N | P | GF | GS | DR  |
| -- | ----------------------------------- | --- | - | - | - | - | -- | -- | --- |
| 1. | Vasutas                             | 9   | 3 | 3 | 0 | 0 | 39 | 26 | +13 |
| 2. | Sabadell                            | 6   | 3 | 2 | 0 | 1 | 31 | 25 | +6  |
| 3. | Kostantinoupol                      | 1   | 3 | 0 | 1 | 2 | 23 | 32 | -9  |
| 4. | Vojvodina                           | 0   | 3 | 0 | 1 | 2 | 25 | 35 | -10 |

| 1º-10-21 | Vojvodina | 5-12 | Sabadell       |
| 1º-10-21 | Vasutas   | 13-6 | Kostantinoupol |

| 2-10-21 | Vojvodina | 9-9  | Kostantinoupol |
| 2-10-21 | Sabadell  | 9-12 | Vasutas        |

| 3-10-21 | Kostantinoupol | 8-10  | Sabadell |
| 3-10-21 | Vojvodina      | 11-14 | Vasutas  |

## 2º Turno di qualificazione

### Gironi
| Gruppo E        |
| sede: Palermo   |
| Telimar Palermo |
| Šabac           |
| Strasburgo      |
| Vasutas         |

| Gruppo F       |
| sede: Budapest |
| Vasas          |
| Ortigia        |
| Sabadell       |
| Solaris        |

### Gruppo E
|    | II turno di qualificazione 2021-2022 | Pti | G | V | N | P | GF | GS | DR  |
| -- | ------------------------------------ | --- | - | - | - | - | -- | -- | --- |
| 1. | Telimar Palermo                      | 7   | 2 | 2 | 1 | 0 | 45 | 35 | +10 |
| 2. | Vasutas                              | 7   | 2 | 2 | 1 | 0 | 39 | 34 | +5  |
| 3. | Sabac                                | 1   | 3 | 0 | 1 | 2 | 25 | 32 | -7  |
| 4. | Strasburgo                           | 1   | 3 | 0 | 1 | 2 | 30 | 38 | -8  |

| 8-10-21 | Sabac   | 7-8   | Vasutas    |
| 8-10-21 | Telimar | 14-10 | Salisburgo |

| 9-10-21 | Starsubrgo | 10-14 | Vasutas |
| 9-10-21 | Sabac      | 8-14  | Telimar |

| 10-10-21 | Sabac   | 10-10 | Strasburgo |
| 10-10-18 | Telimar | 17-17 | Vasutas    |

### Gruppo F
|    | II turno di qualificazione 2021-2022 | Pti | G | V | N | P | GF | GS | DR  |
| -- | ------------------------------------ | --- | - | - | - | - | -- | -- | --- |
| 1. | Vasas                                | 6   | 3 | 2 | 0 | 1 | 24 | 18 | +6  |
| 2. | Ortigia                              | 6   | 3 | 2 | 0 | 1 | 28 | 24 | +4  |
| 3. | Sabadell                             | 6   | 3 | 2 | 0 | 1 | 25 | 23 | +2  |
| 4. | Solaris                              | 0   | 3 | 0 | 0 | 2 | 21 | 33 | -12 |

| 8-10-21 | Vasas   | 12-5 | Solaris  |
| 8-10-21 | Ortigia | 10-9 | Sabadell |

| 9-10-21 | Vasas   | 4-6  | Sabadell |
| 9-10-21 | Solaris | 7-11 | Ortigia  |

| 10-10-21 | Sabadell | 10-9 | Solaris |
| 10-10-18 | Vasas    | 8-7  | Ortigia |

## Quarti di finale
Le otto squadre si affrontano in quattro sfide ad eliminazione diretta ad andata e ritorno. Le gare di andata si disputano il 27 ottobre, quelle di ritorno il 10 novembre.
| Squadra 1  | Totale | Squadra 2       | Andata | Ritorno       |
| ---------- | ------ | --------------- | ------ | ------------- |
| Sabadell   | 39-38  | Savona          | 13-13  | 26-25 (d.t.r) |
| Ortigia    | 24-14  | Szolnok         | 9-4    | 15-10         |
| Mladost    | 14-27  | Telimar Palermo | 7-11   | 7-16          |
| Barcellona | 18-15  | Vasutas         | 6-6    | 12-9          |

## Semifinali
Le 4 squadre semifinaliste si affrontano in due sfide ad eliminazione diretta ad andata e ritorno. Le gare di andata si disputano il 12 gennaio, quelle di ritorno il 9 febbraio.
| Squadra 1       | Totale | Squadra 2 | Andata | Ritorno |
| --------------- | ------ | --------- | ------ | ------- |
| Barcellona      | 19-20  | Sabadell  | 10-12  | 9-8     |
| Telimar Palermo | 16-7   | Ortigia   | 10-0   | 6-7     |

## Finale
| Arbitri: | Radoslaw Koryzna Matan Schwarz |

|                                                                |           |                                                          |
| Irwing: 3 Lo Dico: 2 Di Patti, Occhione, Vlahović, Marziali: 1 | Marcatori | 2: Banicevic 1: Cabanas, Sanahuja, Valera, Averka, Veich |

| Arbitri: | Gyorgy Kun Nikolaos Boudramis |

|                                                              |           |                    |
| Sanahuja, Averka: 3 Cabanas: 2 Teclas, Bertran, Banicevic: 1 | Marcatori | 3: Irwing 2: Bašić |